# Чан-Чан
Чан-Чан (кечуа Chan Chan, исп. Chan Chan) — бывший центр культуры чиму и столица государственного образования Чимор. Расположен на тихоокеанском побережье на севере Перу, к западу от города Трухильо в регионе Ла-Либертад.

## Этимология
Выдающийся лингвист, доктор философии PhD Родольфо Серрон-Паломино предложил этимологию топонима на языке кечуа. Согласно его гипотезе, как форма <Chanchan>, так и варианты <Cauchan> и <Canda> могут быть объяснены кечуанским этимоном *kantʂa 'загон, ограда, огороженное место' и кечуанской топонимической морфемой *-n (вероятной аймараской этимологии). Таким образом, современное произношение является результатом «орфографической ловушки», поскольку изначально che <ch> использовался для обозначения звука велярного смычного /k/ в начале слова. Первоначально топонимом было *kanĉa-n(i) «(место), где много заборов или загонов для скота», кечуализация которого привела к фонетическому звучанию /kantʃáŋ/ в слове <Chanchán>. Согласно этому предложению, топоним не будет Мочика или Куингнам, и не будет таким уж древним, а будет заимствован из языка кечуа.

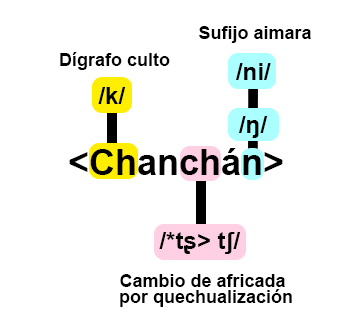
Реконструкция фонетики слова "Чанчан" в /kantʃáŋ/, основанная на этимологии Родольфо Серрон-Паломино.
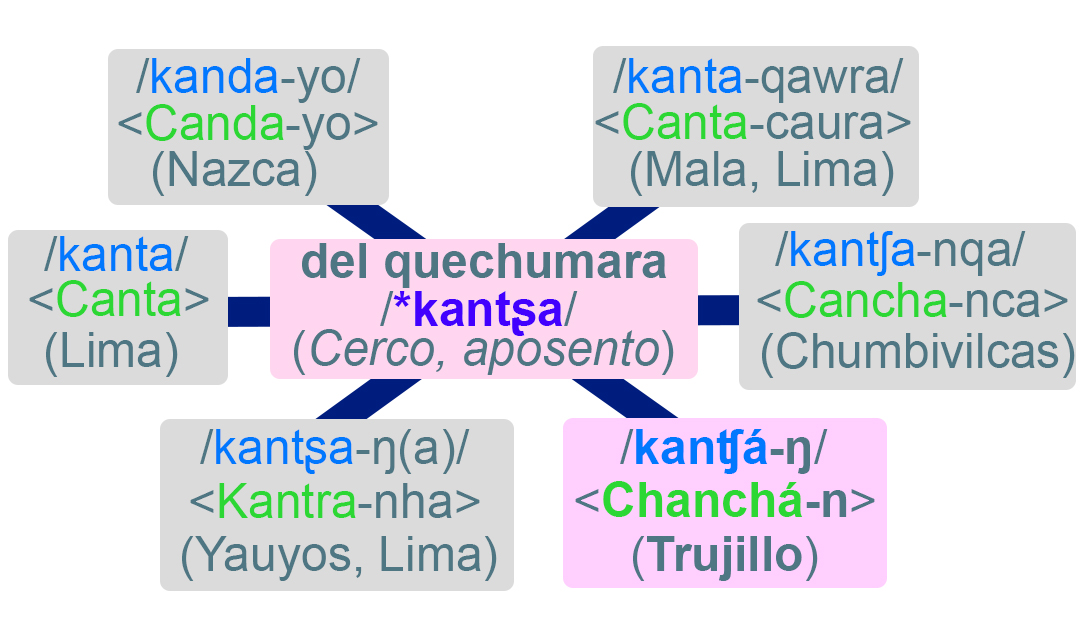
Топоним «Чанчан» показан в связи с другими топонимами, имеющими тот же корень Кечумара /*kantʂa/

## История

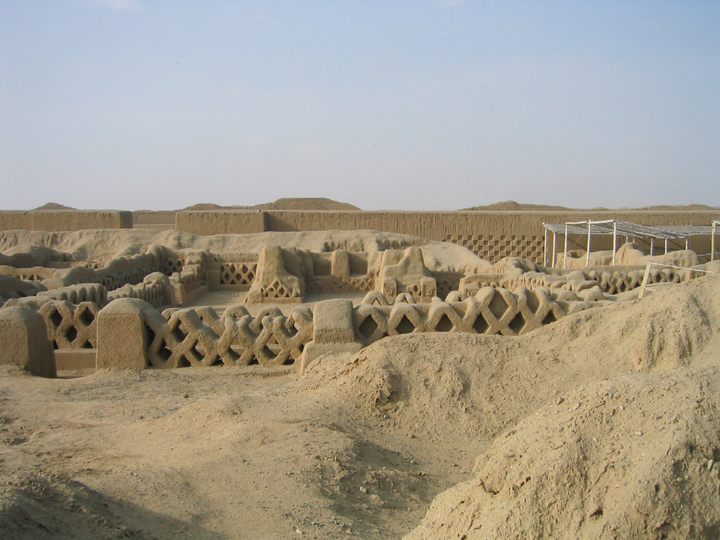
Руины

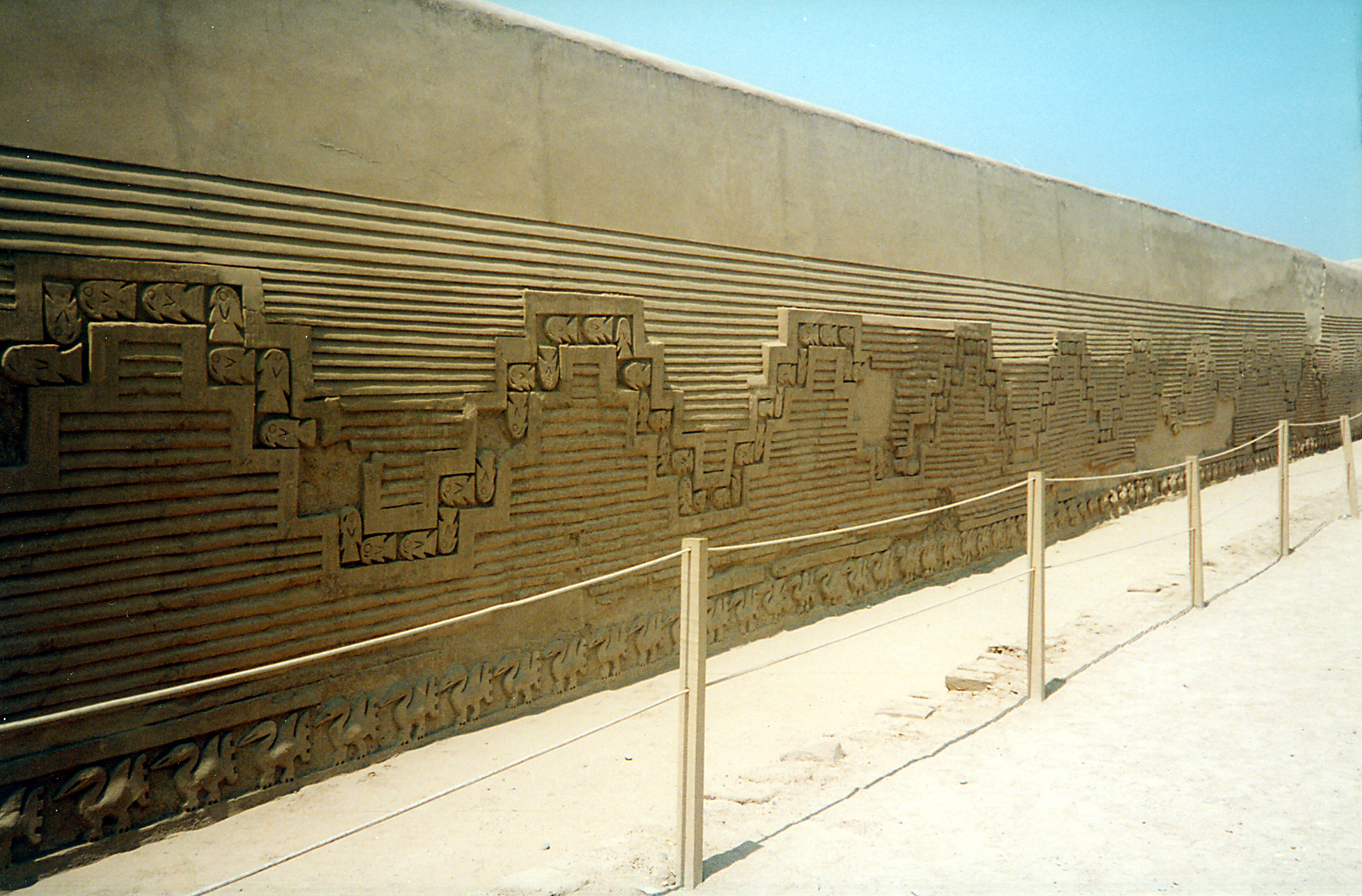
Сохранившиеся стены

Город возник около 850 года н. э. и на сегодняшний день занимает площадь около 20 км². Вероятно, он был самым крупным городом своего времени на южноамериканском континенте и одним из крупнейших городов мира, построенных из самана. В период наибольшего расцвета в нём жило примерно 60 тысяч человек и в городе в большом количестве хранились золото, серебро и керамические изделия.
Столица чиму состояла изначально из девяти автономных округов, каждый из которых управлялся отдельным правителем, проявившим доблесть в бою. Эти правители почитались как короли. Каждый округ имел собственные места захоронений с богатыми вложениями в них драгоценных камней, керамических изделий и с десятками скелетов молодых женщин.
Когда в конце XV века пришли завоеватели-инки, они не могли взять Чан-Чан военным путём. Поэтому нападающие соорудили дамбу для того, чтобы повернуть реку, на которой стоял Чан-Чан, в другом направлении. Лишь нехватка воды заставила осаждённых сдаться инкам. После завоевания инками город стал терять своё значение. Однако разрушили и разграбили его не инки, которые больше стремились к расширению своей империи, чем к богатству. Разрушение пришло, когда Империей Инков завладели испанцы. От всей культуры чиму после этого мало что осталось. Сегодня сохранились лишь огромные пространства с обветшалыми домами из самана и руины культовых сооружений.

## Современное состояние

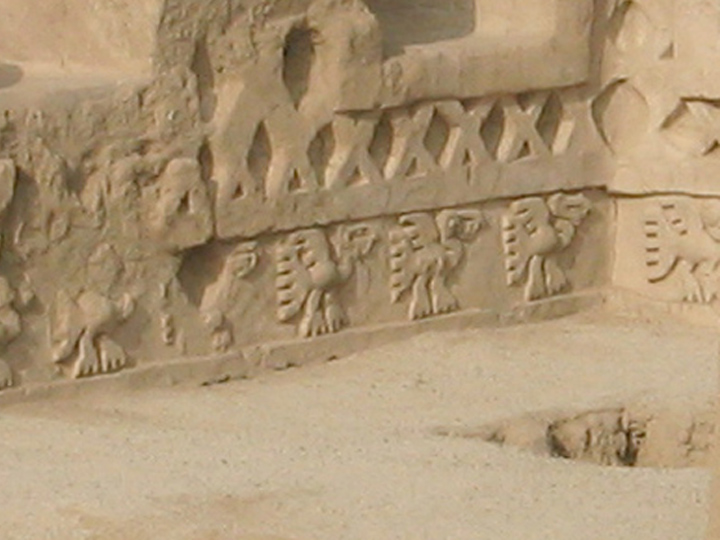
Настенные изображения пеликанов

В последние годы к усиленной эрозии древнего города приводит феномен Эль-Ниньо. Десятилетиями в этой местности едва бывали осадки, однако вместе с переменой климата ежегодные бури становятся всё сильнее и видоизменяют пустынные прибрежные территории.
Лучше всего сохранился район Чуди, названный в честь швейцарского исследователя Иоганна Якоба фон Чуди. Этот район постепенно восстанавливается и открыт для посещения туристов. Здесь можно увидеть некоторые праздничные залы с роскошными орнаментами. До 1998 года саманные сооружения покрывали специальной глазурью, защищавшей их от осадков. Однако с тех пор феномен стал настолько силён, что необходимо было построить стальные леса, чтобы древние сооружения не размыло.
В 1986 году Чан-Чан обрёл статус Всемирного наследия ЮНЕСКО. Одновременно из-за изменения климата и усилившихся разрушений руины города были внесены в Красный список объектов Всемирного наследия, находящихся под угрозой уничтожения. В наше время комплексу угрожает помимо этого повышение уровня грунтовых вод, а также нелегальные поселения на его территории.
Летом 2018 года в ходе реставрационных работ стен комплекса Утж-Ан археологи нашли 19 деревянных идолов высотой около 70 сантиметров (ок. 1100—1300 годы) с надетыми масками, созданные из глины и раздробленных раковин моллюсков. Они были выставлены в нишах 33-метрового коридора, который вёл в церемониальную часть здания. В руках некоторых из них был скипетр, а за спиной — круглые объекты: возможно, щиты. Это позволило учёным предположить, что идолы изображали неусыпных стражей. Также в коридоре найдены глиняные изображения рыболовных сетей, волн и похожее на кошку «лунное животное» — чиму боготворили луну больше солнца.